# Ascothorax octopterus
Ascothorax octopterus är en kräftdjursart som beskrevs av Mark J. Grygier 1983. Ascothorax octopterus ingår i släktet Ascothorax och familjen Ascothoracidae. Inga underarter finns listade i Catalogue of Life.